# 搏氏企鵝魚
搏氏企鵝魚，為輻鰭魚綱脂鯉目脂鯉亞目脂鯉科的其中一個種，為熱帶淡水魚，分布於南美洲秘魯亞馬遜河上游及巴西Araguaia河流域，體長可達3.2公分，棲息在底中層水域，以蠕蟲、昆蟲及甲殼類為食，生活習性不明，可做為觀賞魚。

## 扩展阅读
- 維基物種上的相關：搏氏企鵝魚